# 1981年香港股災
1981年香港股災是香港於1980年代的第一次股災。當時適逢中華人民共和國正與英國討論有關香港主權的問題，1981年，會談陷入僵局。恆生指數結果在該年與翌年共下跌達63%。

## 歷史
隨著1976年10月「四人幫」被捕標誌著文化大革命的結束，1977年10月鄧小平復出，1978年2月提出四個現代化，使恆生指數打破1976年至1977年的牛皮悶局。由1978年低點383.4點起計，到1981年7月17日1810.20點，短短三年上升3.7倍。到由於前景看好，使香港地價節節上升，引發眾多財團爭奪持有土地的上市公司，其佼佼者有李嘉誠收購和記黃埔、船王包玉剛收購九龍倉、及置地收購電話公司及香港電燈。

### 英資華資爭霸戰
和黃易主
自香港上海匯豐銀行接管和記洋行並改組為和記黃埔後，匯豐一直物色財團接手，為報答李嘉誠放棄收購九龍倉，匯豐投桃報李順水推舟，於1979年9月25日宣佈以每股$7.10出售22.4%和記黃埔，開始打破英資主宰香港經濟的地位。
九倉爭霸戰
1978年初，李嘉誠不動聲色，悄悄收集九龍倉集團股份，到達18%時已超過怡和及置地控制的股權，引起怡和高層注意，遂由匯豐出面，要求李嘉誠退讓。為求與匯豐友好的船王包玉剛促成收購和記黃埔，李嘉誠遂將手上九龍倉股份轉讓予包玉剛。事後包玉剛宣佈持有20%九龍倉，並作長線投資。1979年，怡和高層發現包玉剛持股量上升至接近30%，遂主動邀請包玉剛及二女婿吳光正進入董事局，雙方矛盾日深。
1980年6月20日，置地乘包玉剛離港，宣佈建議增購九倉股份至49%，條件是兩股作價$12.2置地股份加一股面值$75.6債券換取一股九龍倉股份。包玉剛即時回港應戰，動用22億現金，以每股$105.0，收購九龍倉至49%。事後發現，置地的收購建議純屬煙幕，手持的九龍倉股份均售予包玉剛，後人以「船王負創取勝，置地含笑斷腕」作結。
置地搶購公用股
英資怡和不甘雌伏，決定放手大幹重振雄風，由置地進行多項地產發展計劃，更收購大型公用上市公司。1981年12月收購34.9%電話公司股權，1982年4月收購34.9%香港電燈，導致債台高築，結果1983年3月將電話公司股權售予英國大東電報局，1985年2月，將香港電燈售予李嘉誠的和記黃埔。

### 爭購土地資源
除上述大型收購戰之外，亦有規模較小的收購合併發生，主要是地產公司收購擁有土地的公司，如1979年佳寧收購美漢置業上市、1980年恆隆集團收購淘化大同(即現時的恆隆地產)、1981年新鴻基地產收購九龍巴士，同年爆發鷹君地產主席羅鷹石第三子羅旭瑞以百利保名義狙擊中華巴士等。市面上亦出現炒樓狂潮，據事後計算，當時樓價的供樓負擔比率(即供樓支出佔大學畢業生收入的比重)曾高達180%，換句話說是用近乎收入的一倍才能夠供樓。加上1981年7月17日銀行公會宣佈7月21日儲蓄存款利率由11厘加至12厘，樓市泡沫一戮即破，恆生指數亦由當日開始下跌。

### 政治大震盪
1980年代初，英國向中國提出分拆香港的「主權」及「治權」的建議，得到不少香港傳統上流社會的政治及商界精英支持。傳統英國資金的商業力量，如匯豐、怡和，亦曾參與遊說工作。1981年，當時的商界年青領袖李鵬飛曾率領當時香港的工商界精英組成「年青才俊團」前往北京提出有關建議，但遭鄧小平否定。鄧認為中國必須整體收回香港。
1982年9月22日，英國首相戴卓爾夫人乘福克蘭戰役大勝阿根廷之威，到北京提出「以主權換治權」，圖延續對香港的管治。結果被中國已故領導人鄧小平斷然拒絕，香港股市亦隨之大跌，到12月2日恆生指數跌至676.30點，由高點計算下跌了62.64%。
地產及金融危機
地價亦以插水式下跌，一幅九龍灣的工業地皮，由投標價一億五千萬下跌到剩下一千五百萬，下跌九成。資產下跌導致大量高價搶地的公司陷入危機，除置地外，最觸目者首推陳松青的佳寧集團，延至1983年10月清盤。
之後更引發港元危機及銀行風潮，1983年9月恆隆銀行擠提及被港府接管（後併入道亨銀行），同年10月新鴻基銀行擠提（後改組為港基銀行，即富邦銀行（香港）），1985年6月海外信託銀行（後併入道亨銀行）及工商銀行（後併入大新銀行）突然停牌及被政府接管，由於海託及工商屬上市公司，股票一夜之間化為烏有，打擊對股市信心。事件餘波導致1986年嘉華、永安、友聯（於2000下半年時再行改組成為今日的中國工商銀行（亞洲））、康年等銀行先後易手或被兼併。
怡和震盪
1984年3月28日，即離中英達成協議半年，出現戲劇性的場面。當日本是和記黃埔公佈業績之日，李嘉誠於開市前宣佈，每股和黃派發現金紅利$4，總值20億，這本應是利好消息。然而怡和集團於當天宣佈遷冊百慕達，即時引起市場恐慌，恆生指數翌日下跌5.8%。由此眾多上市公司爭相效尤，紛紛申請遷冊。事後有人認為，怡和此舉是有意搞小動作，對香港及中國投下不信任票，有意給中國帶來政治壓力，因而得罪有關人士，種下日後業務久沉不起的遠因。
從1982年12月到1984年9月，中英就香港前途問題草簽之前，香港股市便在676點至1000點之間反覆上落，香港股市很大程度上受到九七問題的影響而波動，香港股市的投資者就在政治風中惶煌不可終日。股市沒有明顯下跌，但只能一直在低位反覆爭持，直至1984年9月26日《中英聯合聲明》草簽，12月19日正式簽署為止。